# Марченко, Таисия Елисеевна
Таисия Елисеевна Марченко (3 октября 1917 — 2008) — передовик советской текстильной промышленности, ткачиха комбината «Кренгольмская мануфактура» Эстонского совнархоза, гор. Нарва, Герой Социалистического Труда (1960). Депутат Верховного Совета СССР 5 и 6-го созывов (1958—1966).

## Биография
Родилась в 1917 году в деревне Котлово, ныне Кадыйского района Костромской области в семье рабочего. Завершила обучение в начальной школе в селе Владычное Кинешемского уезда Иваново-Вознесенской губернии (ныне село в составе города Заволжска Ивановской области).
С 1931 года проходила обучение в школе фабрично-заводского ученичества при хлопчатобумажной фабрике имени Демьяна Бедного в городе Кинешма. В 1933 году трудоустроилась на хлопчатобумажную фабрику «Приволжанка». С 1936 по 1937 годы обучалась в школе помощников мастеров в Ивановской области. Затем продолжила работать ткачихой на хлопчатобумажной фабрике «Приволжанка» с перерывом в 1940—1941 годах, когда трудилась машинистом-упаковщицей на Выборгской табачной фабрике в Ленинградской области. В 1942 году, во Время Великой Отечественной войны, приобрела членство в ВКП(б)/КПСС.
В 1949 году Марченко переехала на постоянное место жительство в город Нарву. С того времени её трудовая деятельность была тесно связана с хлопчатобумажным комбинатом «Кренгольмская мануфактура» Министерства лёгкой промышленности Эстонской ССР. Работала ткачихой на Староткацкой фабрике, которая входила в состав комбината. В совершенстве овладела профессией, регулярно добивалась выполнения и перевыполнения производственных планов.
В ознаменование 50-летия Международного женского дня, за выдающиеся достижения в труде и особо плодотворную общественную деятельность, Указом Президиума Верховного Совета СССР от 7 марта 1960 года Таисии Елисеевне Марченко было присвоено звание Героя Социалистического Труда с вручением ордена Ленина и золотой медали «Серп и Молот».
В дальнейшем продолжала трудовую деятельность, показывала высокие результаты в труде. В 1966 году перешла работать на Георгиевскую ткацкую фабрику того же комбината, где вскоре окончила свой трудовой путь и вышла на заслуженный отдых. С января 1968 года персональный пенсионер союзного значения.
Избиралась членом ЦК Компартии Эстонии, депутатом Верховного Совета СССР 5—6-го созывов (1958—1966), была председателем Нарвской городской комиссии Фонда мира СССР.
Проживала в уезде Иду-Вирумаа Эстонии. Умерла в 2008 году. Похоронена на кладбище Рийгикюла в муниципалитете Нарва-Йыэсуу.

## Награды
За трудовые успехи удостоен:
- золотая звезда «Серп и Молот» (07.03.1960),
- орден Ленина (07.03.1960),
- другие медали.